# Saint-Pierre-Toirac
Saint-Pierre-Toirac là một xã thuộc tỉnh Lot tây nam Pháp. Xã có diện tích 5,83 km², dân số theo điều tra năm 1999 là 121 người. Khu vực này có độ cao trung bình 180 mét trên mực nước biển.